# Ейдриан Бълю
Ѐйдриан Бълю̀ (Adrian Belew) е американски китарист, певец, автор на текстове на песни, изпълнител на разнообразни музикални инструменти и звукозаписен продуцент. Вероятно е най-добре известен на широката публика като член на прогресив рок групата Кинг Кримсън (която оглавява от 1981 година насам) и като нестандартен китарен творец, често извличащ мелодични звуци по-близки до звуците, издавани от животни и машини, отколкото до стандартните инструментални тонове.

## Биография
Рожденото му име е Ро̀бърт Стѝвън Бълю̀. Роден е на 23 декември 1949 година в Ковингтън, щата Кентъки.
Всепризнат е като „невероятно разнообразен изпълнител“. Издадени са почти 20 негови албуми, записани за Айлънд Рекърдс и Атлантик Рекърдс, които смесват поп-рока, вдъхновен от Бийтълс, с по-експериментални работи. Неговият сингъл „Beat Box Guitar“ от 2005 година е номиниран за „Грами“ за „Най-добро инструментално рок изпълнение“. Освен с Кинг Кримсън, той свири в по-чисто поп група „Беърс“ и оглавява своята собствена група „Гага“ -- в края на 70-те и началото на 80-те. Работил е като студиен музикант и гостува по концерти на групи и музиканти като „Токин Хедс“, Дейвид Бауи, Франк Запа и „Найн Инч Нейлс“.
В последно време Бълю се насочва към изработката на инструменти, като сътрудничи с „Паркър Гитарс“ за изработването на неговата лична линия китари „Паркър Флай“. Тази китара значително се различава от стандартния дизайн, като съдържа сложна електроника като например китарната моделираща система „Линия 6 Вариакс“. Тя е съвместима със стандарта МИДИ, което ѝ позволява да се използва с всеки синтезатор с МИДИ конективност.